# Queensway (stanice metra v Londýně)
Queensway je stanice metra v Londýně, otevřená 30. července 1900 jako Queen's Road. 9. září 1946 byla stanice přejmenována na dnešní jméno. Stanice byla zavřena od 8. května 2005 do 14. června 2006 kvůli modernizaci. Autobusovou dopravu zajišťují linky: 70, 94, 148 a 390. Stanice se nachází v přepravní zóně 1 a leží na lince:
- Central Line (mezi stanicemi Notting Hill Gate a Lancaster Gate)

| Rok  | Počet cestujících |
| ---- | ----------------- |
| 2011 | 8,86 mil          |
| 2012 | 8,56 mil          |
| 2013 | 8,58 mil          |
| 2014 | 7,59 mil          |